# Contea di Linshui
La contea di Linshui (邻水县S, Línshuǐ XiànP) è una contea della Cina, situata nella provincia di Sichuan e amministrata dalla prefettura di Guang'an.